# Saint-Flour-Nord (tổng)
Tổng Saint-Flour-Nord là một tổng của Pháp, thuộc tỉnh Cantal trong vùng Auvergne-Rhône-Alpes.

## Các đơn vị trực thuộc
Tổng này gồm 15 xã:
- Andelat
- Anglards-de-Saint-Flour
- Coltines
- Coren
- Lastic
- Mentières
- Montchamp
- Rézentières
- Roffiac
- Saint-Flour (partie nord)
- Saint-Georges
- Talizat
- Tiviers
- Vabres
- Vieillespesse

## Lịch sử
| Ngày bầu cử                      | Tên              | Đảng | Chức vụ |
| -------------------------------- | ---------------- | ---- | ------- |
| Dữ liệu trước năm 2004 không rõ. |                  |      |         |
| 21 mars 2004                     | Henri Barthélémy | UMP  |         |